# Ablaberoides maynei
Ablaberoides maynei är en skalbaggsart som beskrevs av Louis Burgeon 1943. Ablaberoides maynei ingår i släktet Ablaberoides och familjen Melolonthidae. Inga underarter finns listade i Catalogue of Life.